# Coritiba FBC
Coritiba Foot Ball Club – brazylijski klub piłkarski z siedzibą w mieście Kurytyba, stolicy stanu Parana.

## Osiągnięcia
- Mistrzostwo Brazylii (Campeonato Brasileiro Série A) (1 raz): 1985
- Mistrzostwo Brazylii Druga Liga (Campeonato Brasileiro Série B) (2 razy): 2007, 2010
- Mistrz stanu Paraná (Campeonato Paranaense) (39 razy): 1916, 1927, 1931, 1933, 1935, 1939, 1941, 1942, 1946, 1947, 1951, 1952, 1954, 1956, 1957, 1959, 1960, 1968, 1969, 1971, 1972, 1973, 1974, 1975, 1976, 1978, 1979, 1986, 1989, 1999, 2003, 2004, 2008, 2010, 2011, 2012, 2013, 2017, 2022.
- Puchar Akwaba W Wybrzeżu Kości Słoniowej (Puchar Akwaba) (1 raz): 1983
- Torneiro do Povo (Ludzki Turniej) (Torneio do Povo) (1 raz): 1997

## Historia
W 1909 roku kilku młodych chłopców należących do społeczności niemieckiej Kurytyby zwykle spotykało się w Clube Ginástico Teuto-Brasileiro, gdzie z ich udziałem odbywały się pokazy gimnastyczne. We wrześniu jeden z nich, Frederico Fritz Essenfelder, przyniósł do klubu skórzaną piłkę i wyjaśnił swym kolegom zasady gry w piłkę nożną. Nowy sport spodobał się i odtąd chłopcy ci rozgrywali mecze piłkarskie na boisku Quartel da Força Pública. Jeszcze w tym samym roku, 12 października, założyli w Teatro Hauer klub piłkarski o nazwie Coritibano Football Club.
Swój pierwszy mecz Coritibano rozegrał 23 października 1909 roku w Ponta Grossa. Przeciwnikiem był miejscowy klub Club de Foot-Ball Tiro Pontagrossense założony przez angielskich pracowników linii kolejowej Ponta Grossa. Mecz zakończył się wynikiem 1:0 dla gospodarzy. W pierwszym meczu w drużynie klubu Coritibiano zagrali założyciele klubu: Artur Hauer, Alfredo Labsch, Leopoldo Obladen, Robert Juchsch, Carlos Schlender, Fritz Essenfelder, Carl Maschke, Waldemar Hauer, Rudolf Kastrup, Adolpho Müller, Emílio Dietrich, Erothides Calberg oraz Arthur Iwersen.
Na pierwszym zebraniu zarządu 21 kwietnia 1910 roku zmieniono nazwę klubu na Coritiba oraz wybrano pierwszego prezesa klubu, którym został João Viana Seiler.
Pierwszy mecz w Kurytybie klub Curitiba rozegrał 12 czerwca 1910 roku na stadionie Campo do Prado w dzielnicy Guabirotuba. W meczu tym klub Coritiba zrewanżowal się klubowi Ponta Grossa Foot Ball Club (poprzednio Club de Foot-Ball Tiro Pontagrossense) wygrywając 5:3.
W roku 1916 klub Coritiba pierwszy raz w historii został mistrzem stanu (Campeonato Paranaense).
W roku 1985 Coritiba sięgnęła po największy sukces w swoich dziejach – mistrzostwo Brazylii (Campeonato Brasileiro Série A). W następnym roku Coritiba zadebiutowała w Copa Libertadores.